# Musée-bibliothèque de Grenoble
Le musée-bibliothèque de Grenoble est un édifice culturel du XIXe siècle situé place de Verdun à Grenoble. Achevé et ouvert au public en 1870, il a accueilli jusqu'en 1970 la bibliothèque municipale de Grenoble et jusqu'en 1992 les collections du musée de Grenoble. 
Les bâtiments sont utilisés depuis comme lieu d'expositions temporaires et d'organisations de salons. Le site accueille également, depuis 2004, un espace d'information et d'expositions municipales dénommé la Plateforme.

## L'ancien collège des jésuites
La bibliothèque de Grenoble a été fondée en 1772 par achat que fit un groupe d'érudits Grenoblois, à la suite de l'acquisition de livres hérités de monseigneur Jean de Caulet, évêque de la ville, décédé le 27 septembre 1771. De son côté, le musée de Grenoble a été fondé en 1798 par un professeur de dessin, Louis-Joseph Jay avec l'aide de nombreux donateurs.

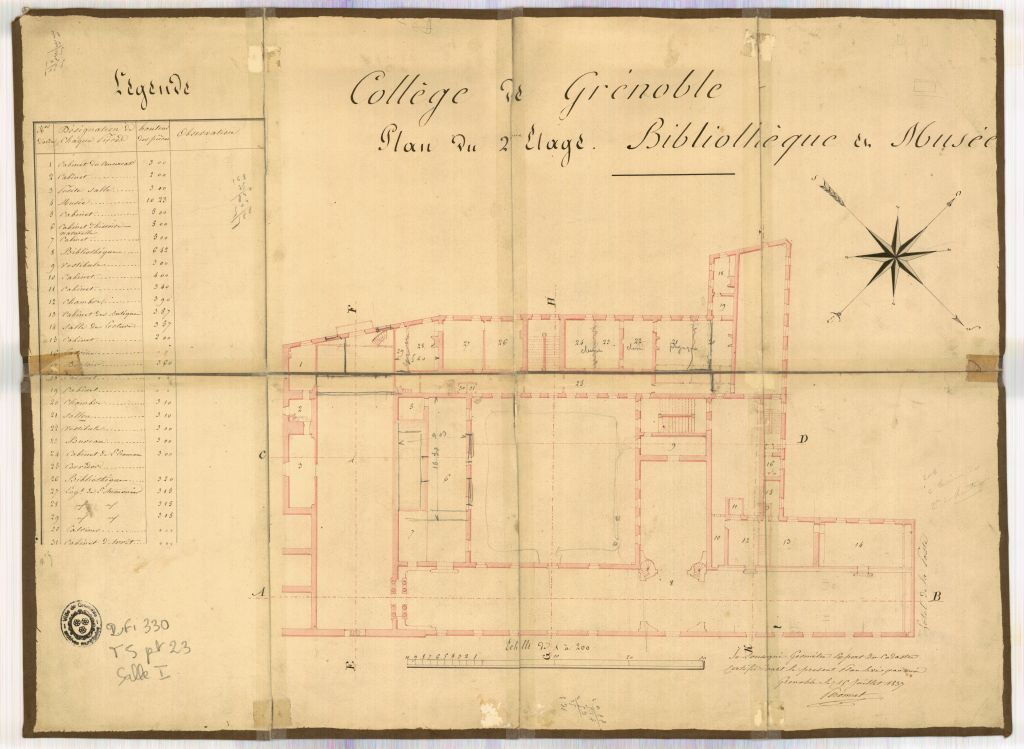
Plan du 2e étage de l'École centrale.

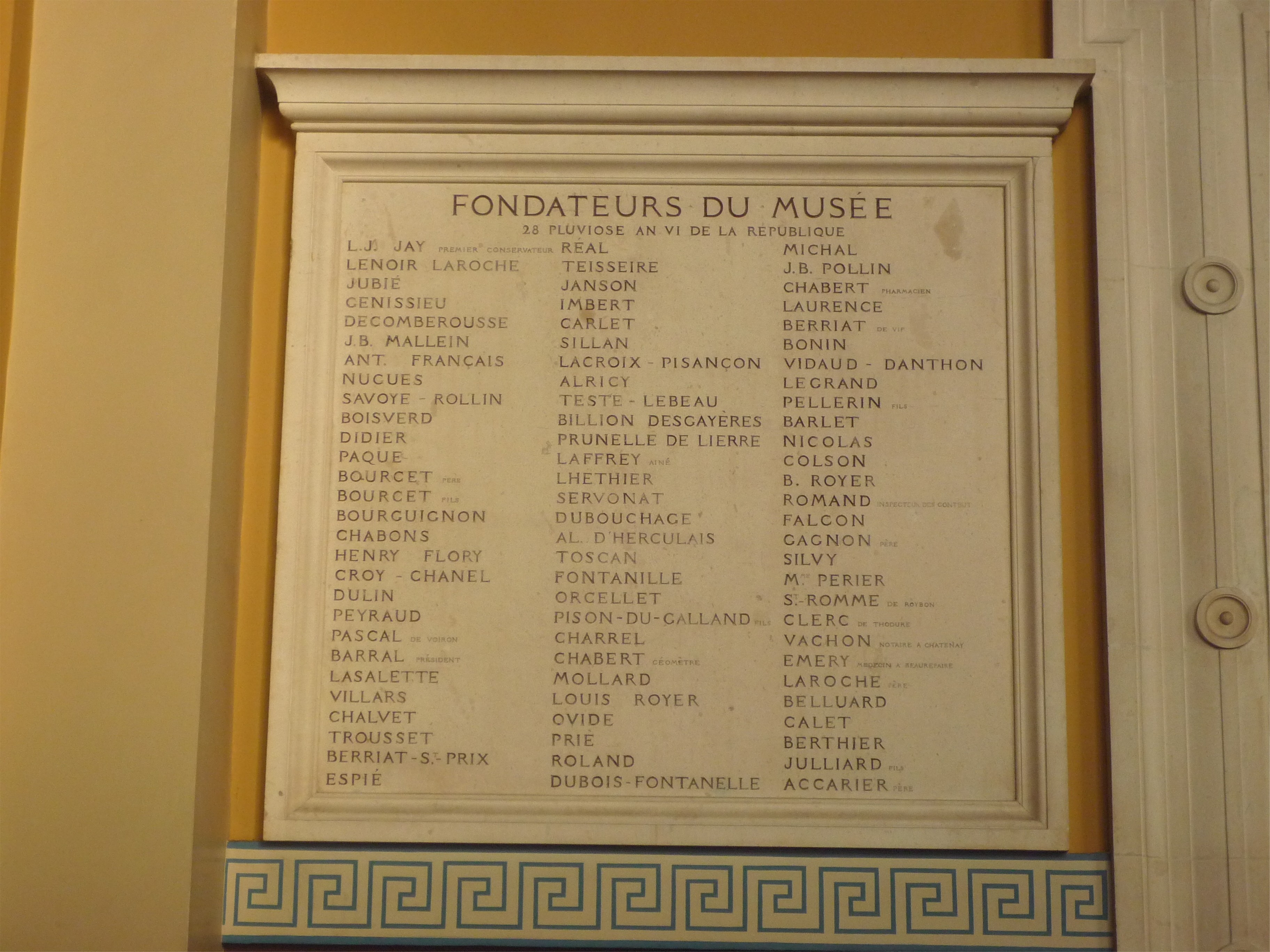
Plaque fondateurs du musée dans le vestibule.

Ces deux institutions s'installent l'une après l'autre dans les locaux désaffectés du deuxième étage de l'ancien collège des jésuites qui vient de prendre le statut d'École centrale en 1796, qui recevra celui de lycée en 1803, et qui sera dénommé lycée Stendhal en 1955.
C'est en 1800 tout d'abord que la bibliothèque devenue municipale arrive dans les locaux de l'École centrale, puis c'est au tour du musée, après un bref passage de dix-huit mois dans le palais de l'évêché, d'investir les lieux le 14 juillet 1802. Un décret impérial du 15 février 1811 vient enrichir le musée de peinture en attribuant 209 tableaux de maîtres à six villes françaises dont 32 tableaux pour Grenoble. Ces tableaux sont issus des conquêtes italiennes de Napoléon Ier et des réserves du musée du Louvre.
En 1844, quatre ans avant que Hyacinthe Gariel ne soit nommé conservateur de la bibliothèque, sont entrepris des travaux de surélévation d'un étage sur l'aile perpendiculaire à la grande salle de 37 mètres du musée. Malgré cet agrandissement, les murs de l'ancien collège des Jésuites ne suffisent plus à contenir des collections qui s'étoffent un peu plus chaque année. L'idée de bâtir un nouvel édifice pour abriter les deux collections remonte à 1850. À partir de cette période, les conseils municipaux enregistrent régulièrement des plaintes de la part du proviseur du lycée qui voit ses locaux diminuer au fur et à mesure que les deux conservateurs agrandissent leurs collections.
Le 11 juin 1860, le conseil municipal vote le principe de construction d'un nouvel édifice.
L'idée de la construction est avancée mais reste sans projet jusqu'au jour où Napoléon III lors d'une visite à Grenoble le 6 septembre 1860, promet une subvention de 200 000 francs. Toute la ville s'enthousiasme rapidement pour ce projet. Le maire de Grenoble, Eugène Gaillard, banquier fortuné de la ville, vient de trouver le projet phare de son mandat.

## Le projet de monument

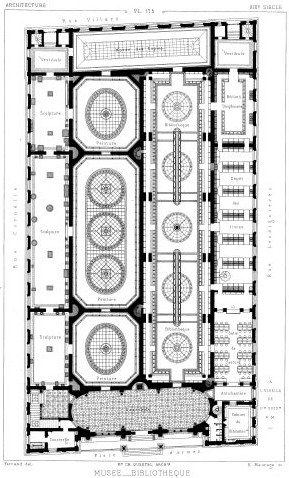
Plan du musée-bibliothèque : vestibule en bas, partie musée à gauche, partie bibliothèque à droite.

En mars 1862, le maire obtient de Gustave Rouland, Ministre secrétaire d'état au département de l'instruction publique et des cultes du Second Empire que le projet soit soumis et débattu par la ville, et non imposé directement par le ministère parisien, comme cela lui incombe normalement.
Le 29 décembre 1862, le conseil municipal désigne l'architecte parisien Charles-Auguste Questel, déjà connu des grenoblois pour avoir débuté l'année précédente le chantier de construction du bâtiment de la préfecture sur la même place. En mars 1863, Questel envoie le plan d'un avant-projet inspiré d'après celui du conservateur du musée, Alexandre Debelle. Pourtant cet avant-projet est critiqué par Debelle, membre de la commission consultative chargée d'examiner l'avant-projet. Debelle trouve préférable d'avoir une grande salle rectangulaire plutôt que trois petites salles carrées. Une nouvelle séance de la Commission de construction de la bibliothèque et du musée se tient début mai. Cette fois, l'architecte parisien se déplace à Grenoble et remet en main propre son deuxième avant-projet, qui malgré d'ultimes réticences dues à la longueur insuffisante d'une salle dans la partie musée, est adopté à l'unanimité des voix.
Le 15 mai 1863, Eugène Gaillard confirme par voie officielle l'acceptation de ce second avant-projet. L'architecte Questel se met immédiatement au travail pour définir le projet proprement dit. C'est un descriptif rédigé sous forme de planches de dessins et de prescriptions techniques où l'on préconise les différents types de pierre à utiliser : pierre du Fontanil pour l'infrastructure porteuse, pierre de la porte de France à Grenoble pour le socle du soubassement, pierre de Sassenage pour le soubassement de 3 mètres, pierre de l'Échaillon à Veurey-Voroize pour la porte d'entrée et les encadrements de baies et enfin pierre de Saint-Paul-Trois-Châteaux pour toute la partie supérieure.
Deux mois plus tard, il demande à l'architecte grenoblois Hector Riondel dont le père s'occupe du chantier de la préfecture toute proche de devenir son chargé de travaux sur place et de rédiger les devis estimatifs afin de faire démarrer les travaux. Les deux hommes échangeront une à deux lettres par semaine durant toute la durée du chantier et Questel s'engage à effectuer au moins deux voyages par an sur place à Grenoble. Hector Riondel estime donc le coût total de la construction à la somme de 1 210 000 francs pour un bâtiment d'une superficie de 5 000 m2. Le total des subventions des collectivités ne dépasse pas 900 000 francs, mais le maire, également banquier sait argumenter le déficit prévisible auprès du préfet, par lequel doit passer l'habilitation du Conseil des bâtiments civils. Le 9 décembre 1863, le conseil municipal approuve le projet définitif et son devis.

## Le chantier du monument
La mise en adjudication de la construction se fait en mars 1864 par la pose d'affichettes bleues sur les palissades autorisées. À la mairie, le document de 114 pages du cahier des conditions générales et spéciales de l'adjudication des travaux précise dans son chapitre IV le planning suivant : l'année 1864 doit être consacrée aux fondations et aux caves, l'année 1865 aux soubassements extérieurs et à l'approvisionnement des matériaux, l'année 1866 aux étages courants et l'année 1867 à tous les travaux intérieurs.
Le 2 avril 1864, jour de l'attribution officielle, six enveloppes sont ouvertes et c'est l'entreprise locale Ragis & Thouvard, nouvellement associée, qui remporte le marché du gros œuvre.

### Le gros œuvre
Les travaux entamés fin mai 1864 tombent immédiatement sur une difficulté nécessitant plus de trois mois pour déblayer et fouiller le terrain. En effet, le site de construction de la place d'Armes autour de laquelle se déroule le chantier fait partie d'une extension récente de la ville puisqu'un bastion de l'enceinte Lesdiguières se positionnait encore 40 ans plus tôt en bordure de cette place et une demi-lune était positionnée sur le terrain à bâtir. L'escarpe et la contrescarpe des anciennes fortifications, ainsi que la demi-lune, sont faites d'une maçonnerie particulièrement résistante. Le reste du terrain formé par les alluvions du Drac s'avère beaucoup plus tendre, à tel point que l'architecte Riondel propose un nouveau système de pieux de bois à enfoncer jusqu'au sol résistant. À un surcoût estimé à 65 000 francs, vient s'ajouter l'autorisation administrative du maire et du préfet de pouvoir marteler les pieux dans le sol. L'autorisation arrive le 30 janvier 1865 et provoque déjà un retard de 6 mois. Ces 2 500 pieux de bois enfoncés par groupe de 4 ou 8, selon une trame régulière qui suit celle des murs et des refends, doivent rencontrer un sol compact à 6 mètres de profondeur. À cette période, sans raison connue, l'entreprise Ragis & Thouvard persuade l'architecte Riondel de changer de pierre pour le socle du soubassement en employant la pierre de Chomérac. Avant la fin de l'année, le socle de l'édifice est achevé puisque le 10 décembre 1865 la cérémonie de pose de la première pierre se déroule en présence du nouveau maire de la ville, Jean-Thomas Vendre, de quelques notables et de l'architecte Questel venu de Paris pour la circonstance.

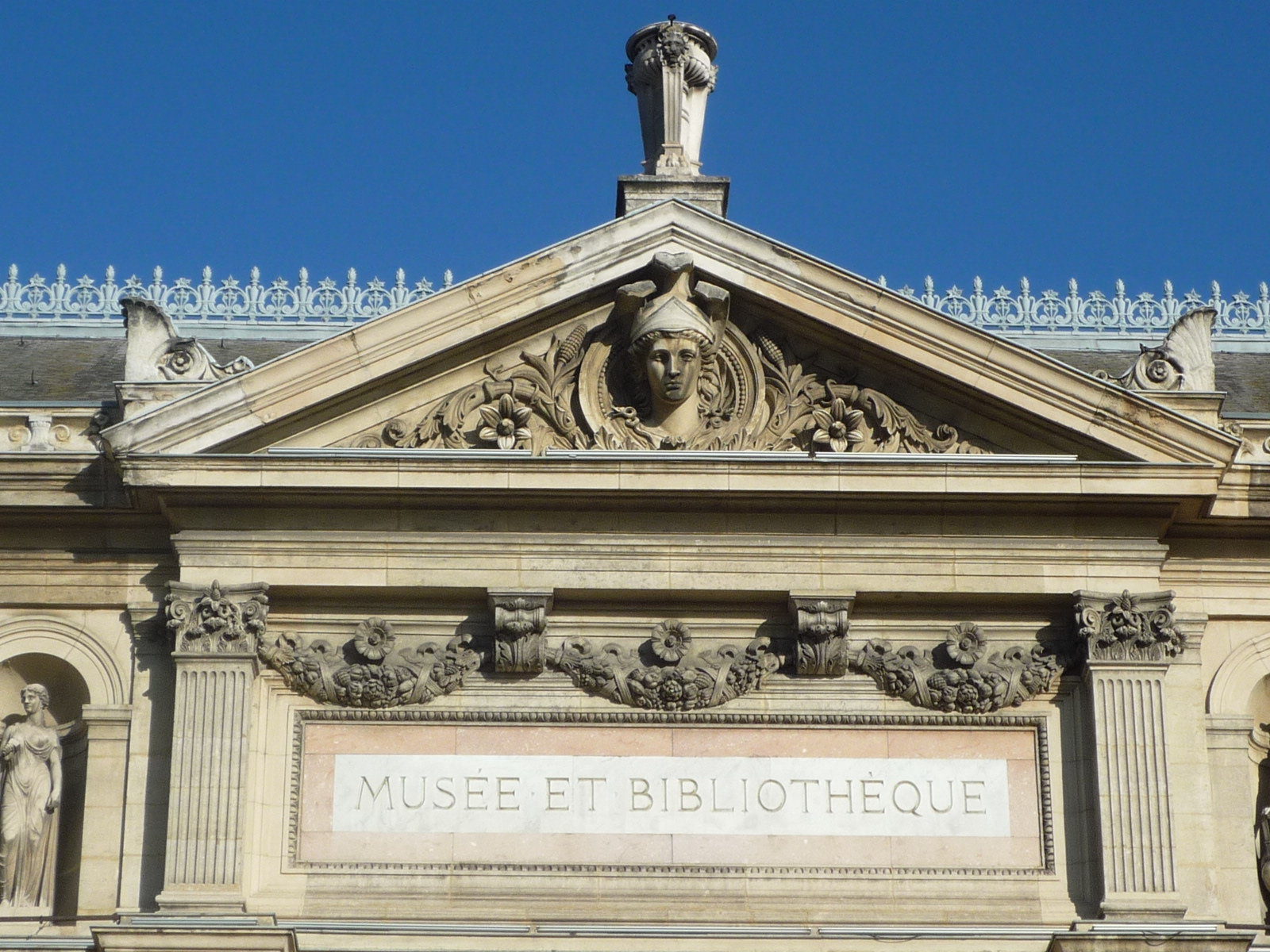
Fronton en façade.

Entre janvier et mai 1866, les soubassements extérieurs, hauts de 3 mètres, ainsi que les refends, sont élevés. Une nouvelle fois, l'entreprise de construction convainc l'architecte de changer de pierre pour les soubassements et les colonnes de la grande galerie, obligeant ainsi à créer un nouveau marché spécial rédigé en janvier 1866 afin de spécifier l'emploi de la pierre de Crussol. Le 26 avril, après visite d'une commission composée de onze personnes, le conseil municipal désigne la carrière Favre à Saint-Paul-Trois-Châteaux comme fournisseur exclusif de pierre pour le chantier, au grand dam de l'entreprise Ragis & Thouvard qui venait d'acquérir une carrière non loin de celle désignée.
Les pierres taillées provenant de l'Ardèche sont déchargées tous les quinze jours dans la gare de Grenoble, inaugurée huit ans plus tôt.

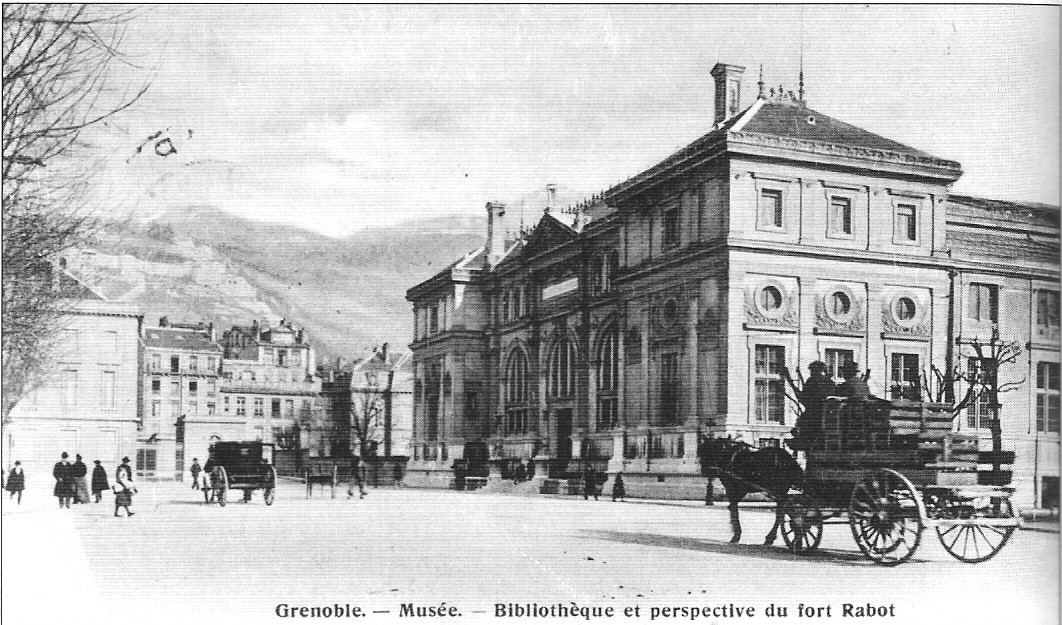
Musée-bibliothèque place de la Constitution.

Mais le chantier mené par une entreprise peu soucieuse de la sécurité de son personnel va entraîner nombre d'accidents et de tragédies. Le 7 novembre 1866, alors que le chantier est en pleine effervescence mais en retard sur ses prévisions, deux ouvriers tombent d'un échafaudage et se tuent. L'enquête d'accident qui remonte au procureur impérial et au maire, révèle la faute et l'imprudence des deux ouvriers. Le 17 novembre, un agent de la compagnie d'assurance s'indigne dans une lettre de la rédaction cavalière de la déclaration de sinistre mortel faite par les entrepreneurs. Cette déclaration vient en outre, après vingt déclarations de sinistres ayant entraînées des blessures sur des ouvriers.
Pendant l'hiver 1866–67, avec plusieurs mois de retard, les Grenoblois assistent à la pose du faîtage par l'installation des 54 tonnes de fermes et de poutrelles métalliques, opération menée conjointement par Ragis & Thouvard et par l'entreprise Gendry-Robillard de Paris. Les grandes verrières qui dispensent la lumière du jour sont maintenues par la charpente métallique à la structure audacieuse afin de la rendre imperceptible de l'extérieur. Bien que remontrances et semonces des architectes se succèdent depuis plus d'un an à l'encontre des entreprises et des ouvriers, le retard du planning de chantier continu, souvent à cause du manque de coordination des tâches entre maçonnerie et serrurerie.

### Le second œuvre
En juillet 1867, alors que le gros œuvre touche à sa fin, François Bossu-Ragis, l'un des deux associés, meurt subitement. Les travaux de second œuvre commencent en septembre 1867 et ne prennent fin que durant l'été 1870. Les adjudications de menuiserie et de serrurerie fine sont passées entre septembre et novembre 1867. L'adjudication pour les travaux de peinture et décoration est repoussée en juin 1868 en raison d'un désaccord entre le maire et l'architecte au sujet des peintres à faire intervenir. Le maire, souhaite les peintres dauphinois, Diodore Rahoult et Henri Blanc-Fontaine alors que Questel désire le peintre parisien, Alexandre Denuelle. Finalement les peintres dauphinois réalisent la décoration du vestibule au style pompéien et le peintre parisien le reste de l'édifice.
D'âpres discussions s'installent au sujet des noms illustres à faire figurer sur les pendentifs de la grande galerie, des personnages à représenter dans les médaillons de façade et même sur la forme des caractères de l'inscription gravée sur la porte ARTIBUS-LITTERIS (Les Arts et Lettres).
Les menuisiers grenoblois, malgré leur bonne renommée, travaillent lentement. Les parquets, portes, fenêtres, et rayonnages de bibliothèque prévus pour 80 000 volumes sont livrés au printemps 1868, mais les lambris et le mobilier de la bibliothèque en noyer poli, dessiné en décembre 1867 par le menuisier du château de Versailles, ne sont achevés qu'à la fin de l'année 1869. 
La partie musée est finalement ouverte au public le  19 juin 1870, mais en juillet, la guerre franco-allemande interrompt les soigneuses finitions de l'édifice, puis en  mars 1871, éclate la période insurrectionnelle de la  Commune de Paris qui va encore éloigner Questel de Grenoble et faire défiler trois maires à Grenoble. Après la réception du chantier le 24 mai 1872 sous la mandature du maire Ernest Calvat, c'est exactement un siècle après la création de la bibliothèque, que les collections sont installées et que la partie bibliothèque est ouverte au public le 12 novembre 1872. Des aménagements s'effectuent cependant jusqu'à la fin de l'année 1872, puisque quinze bustes en marbre, grecs ou romains, rénovés par le sculpteur Irvoy, sont installés dans la bibliothèque et le vestibule. Finalement, le coût total du musée s'élève à 1 699 377 francs.
Sans véritable inauguration de l'édifice en 1872, une certaine occasion se présente à la ville de la faire, lorsque le 20 juillet 1888, le président Sadi Carnot dans le cadre de son déplacement à Grenoble et à Vizille afin de célébrer le centenaire de la pré-révolution française, visite le musée-bibliothèque.

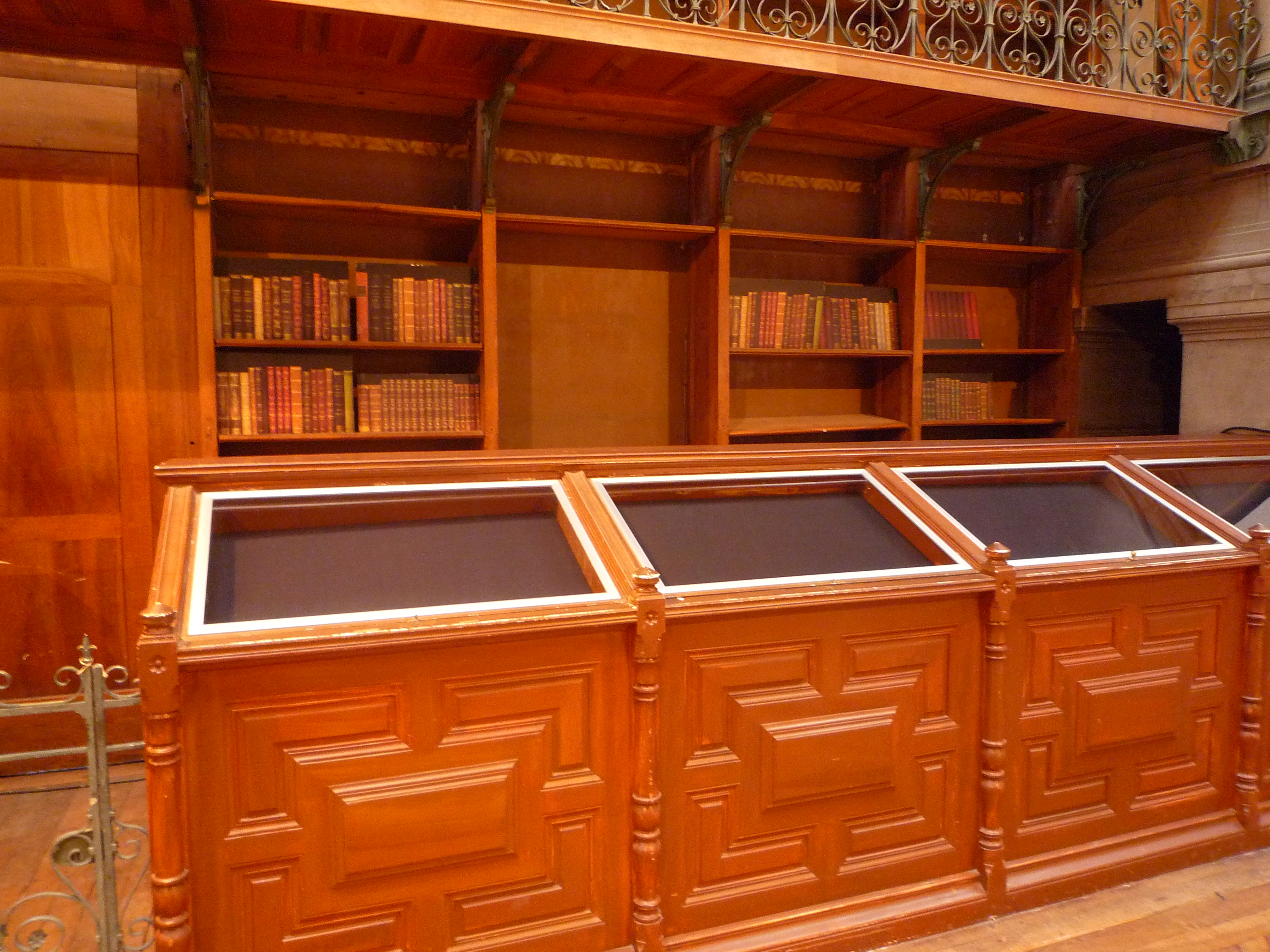
Boiseries de la bibliothèque.
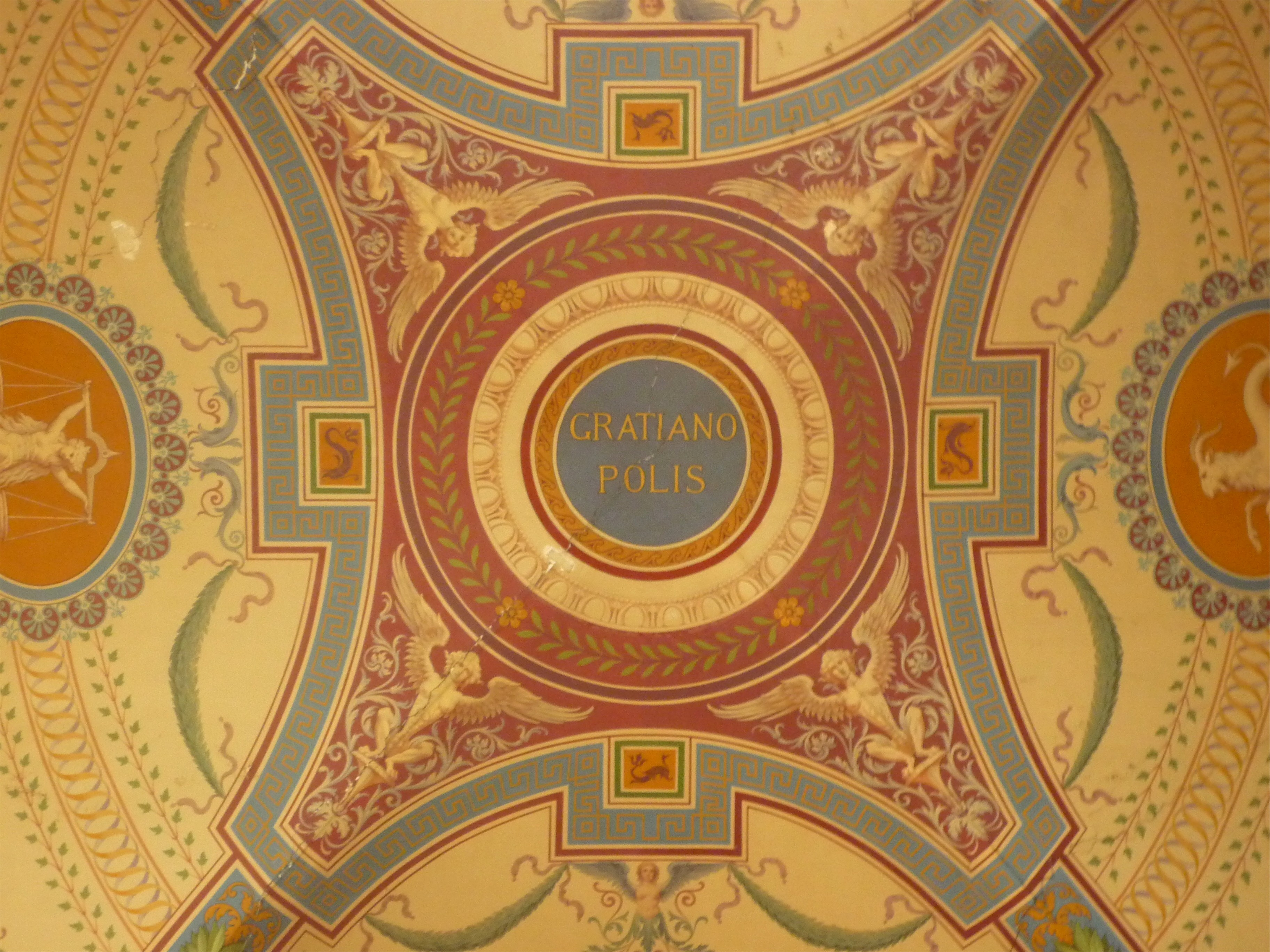
Plafond vestibule : Gratianopolis.
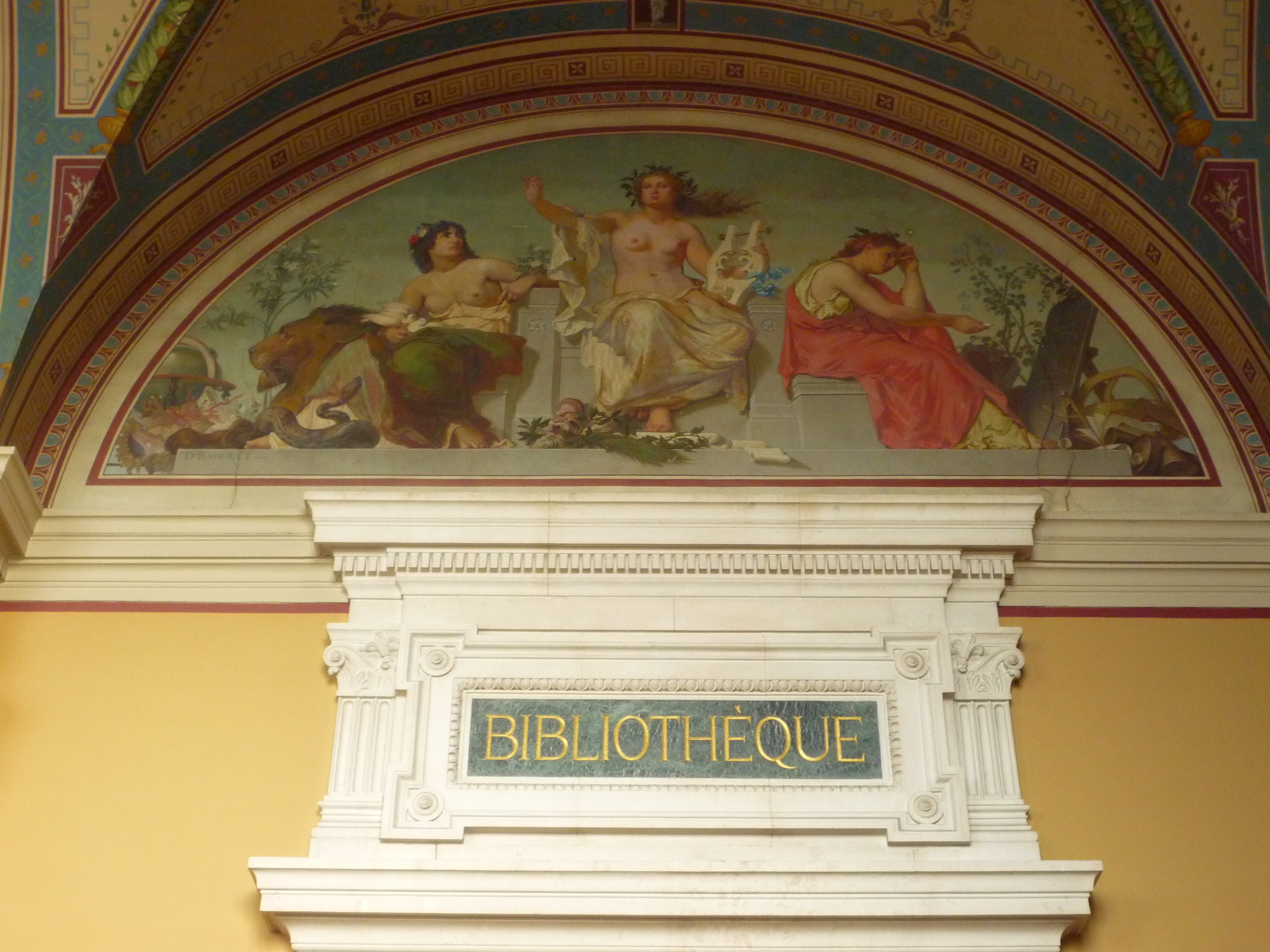
Entrée salle de la bibliothèque, fresque de Diodore Rahoult.

## L'architecture du monument

### Les soubassements
En 1929, après soixante ans de fonctionnement, des fissures alarmantes sont repérées dans le musée-bibliothèque. On pense d'abord que cela doit être les conséquences d'énormes travaux d'assainissement effectués entre 1925 et 1928 ayant eu comme conséquence de faire baisser le niveau de la nappe phréatique et de produire un pourrissement prématuré des pieux de bois de fondation. Une campagne de consolidation du sol est alors décidée sans toucher à l'édifice lui-même. Technique fréquemment utilisée en restauration archéologique qui consiste à confectionner des sortes de béquilles provisoires afin de remplacer les parties malsaines. Interrompue par la Seconde Guerre mondiale, cette campagne s'achève en 1946 et met en évidence des malfaçons au niveau de la qualité du béton et surtout de l'enfoncement insuffisant de certains pieux de bois. C'est ainsi que 80 ans après les soupçons de l'architecte sur la qualité du travail, les preuves de malfaçons, que son contrôle n'a pu éviter, ressortent au grand jour.

### Les salles
Au niveau principal, se trouvent de gauche à droite quatre groupes de salles dont la destination d'origine est gravée au-dessus de chaque porte d'accès. L'ancienne salle des sculptures et gravures, les trois grandes salles de l'ancien musée hautes de 10 mètres environ, puis la grande salle de l'ancienne bibliothèque, haute de 12 mètres avec ses galeries et son jeu de colonnes double, ses cinq coupoles et ses peintures monumentales, et enfin le groupe des anciennes salles de lecture et du dépôt des livres de la bibliothèque.
Les deux sous-ensembles (musée et bibliothèque) aboutissent à un vestibule commun dallé de marbres de diverses couleurs. Au plafond de ce vestibule, sont peintes les armoiries de Grenoble et ses noms antiques, Cularo et Gratianopolis. Aux murs, sont accrochées des tables de pierre blanches où sont gravées les noms des créateurs et des donateurs pour chacune des deux institutions. Devant l'entrée, dans une niche monumentale, trônait à l'origine une statue de 3,05 mètres de hauteur offerte par Victor Duruy, ministre de l'Instruction publique, représentant une copie de la Pallas de Velletri placée sur un piédestal en pierre d'Échaillon. Le vestibule  possède un sol au décor géométrique tout comme les escaliers monumentaux permettant d'accéder aux trois salles des étages. À l'origine, les deux avant-corps aux extrémités du vestibule abritent des fonctions différentes. Un logement de gardien à gauche, le bureau du bibliothécaire et les sanitaires à droite.

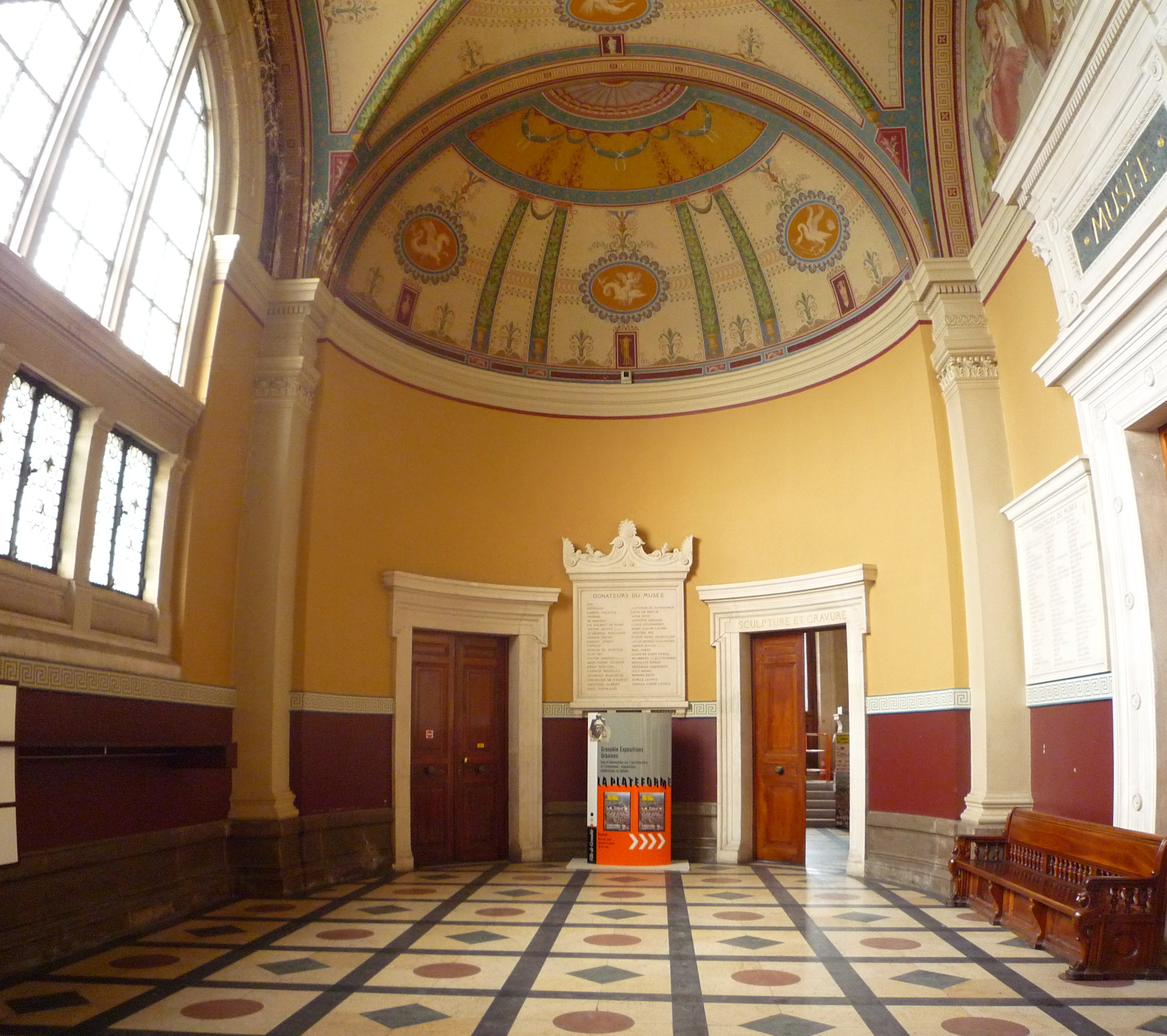
Vestibule.
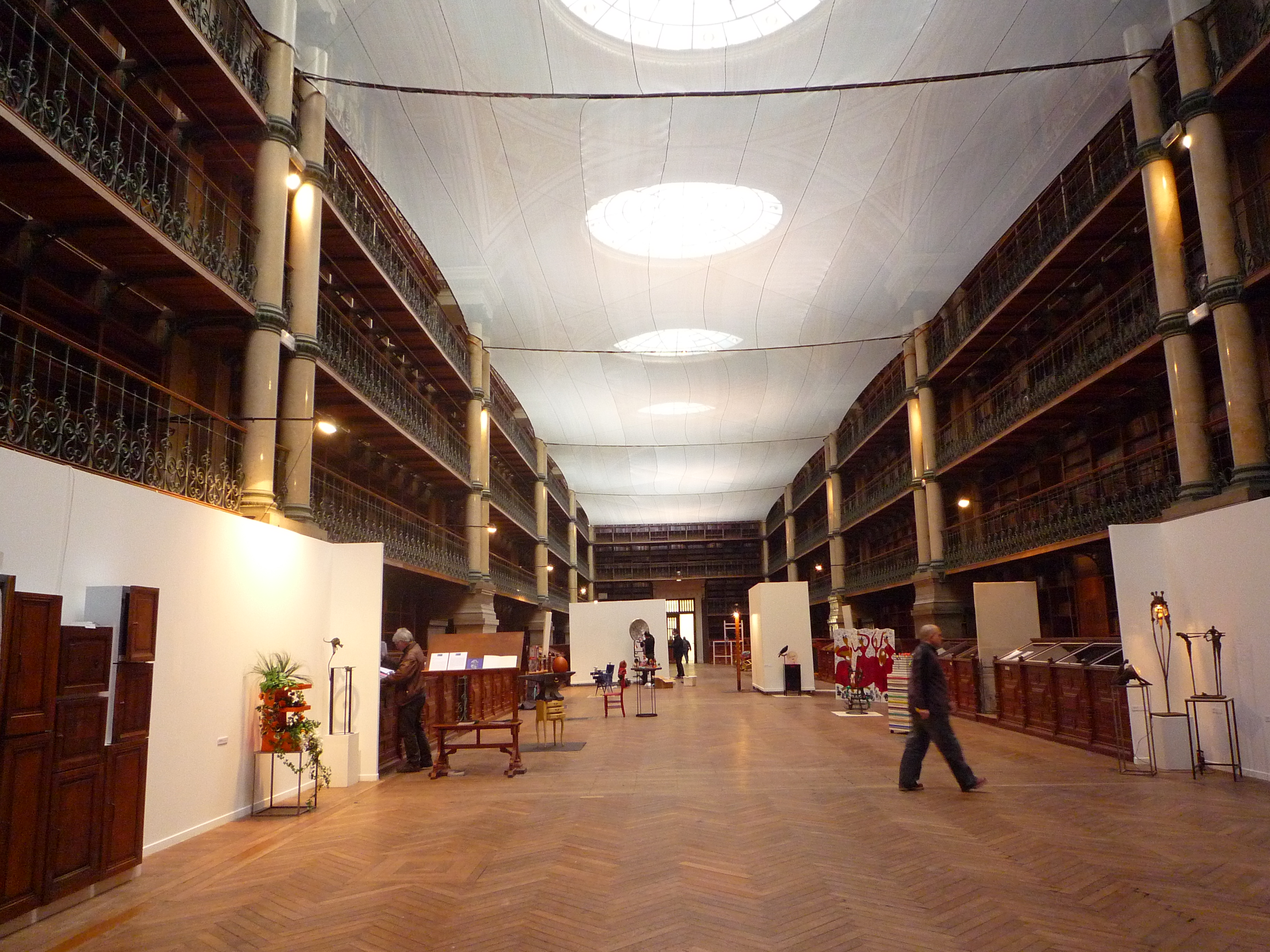
Salle de la bibliothèque.
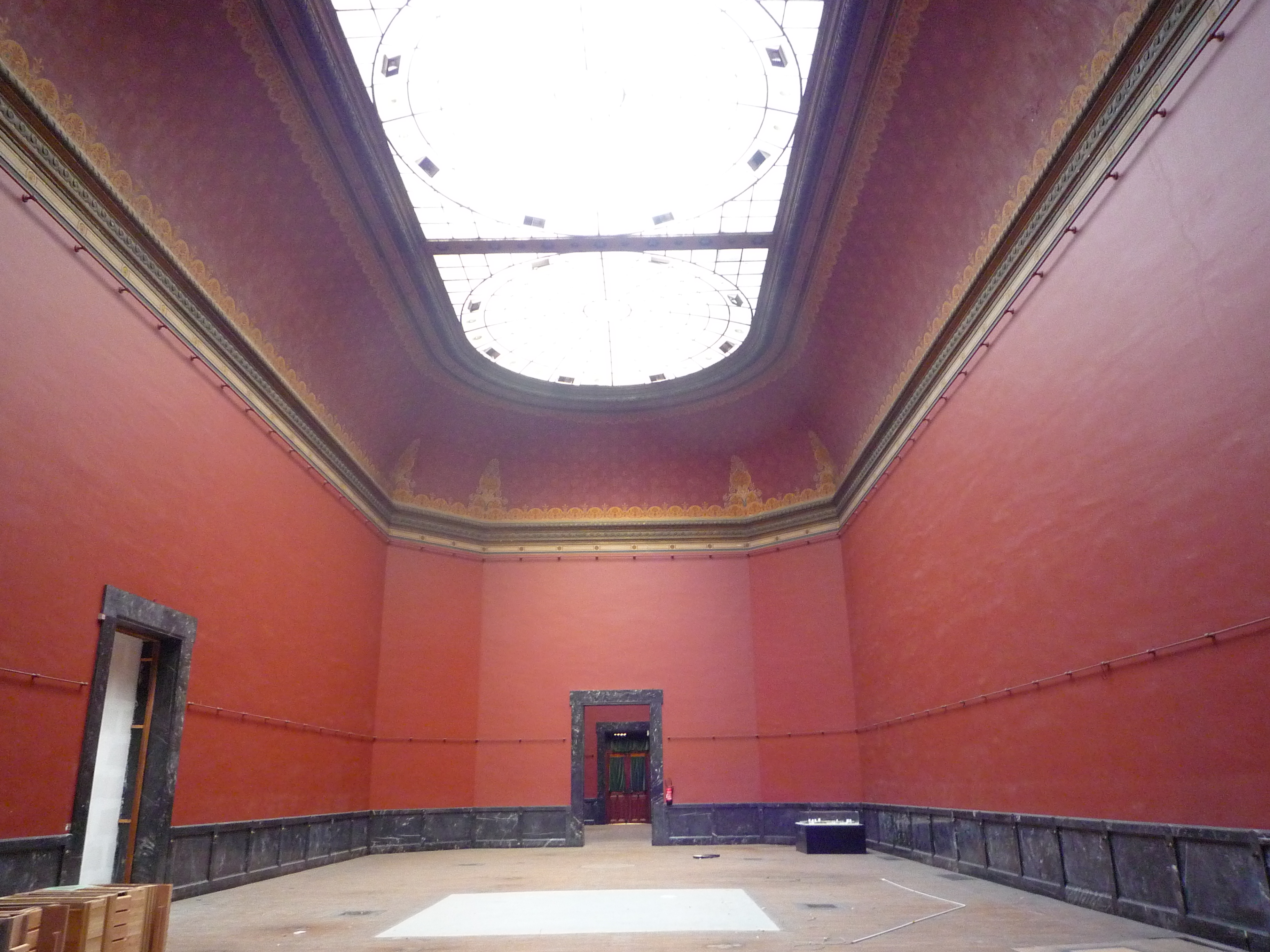
Ancienne salle des peintures.

Le 10 juillet 1900, en remplacement de l'une des trois salles consacrées à l'industriel Auguste Genin, est inaugurée au premier étage une salle réservée au colonel Léon de Beylié, personnage qui restera le plus grand donateur du musée de la ville et qui deviendra général deux ans plus tard. En 1905, devant l'afflux de ses donations, une seconde salle est ouverte créant ainsi un « musée de Beylié » à l'intérieur du musée-bibliothèque. Ses collections d'objets d'Extrême-orient resteront en place jusque dans les années 1970.
Au premier étage, parallèle à la rue Cornélie Gémond, accessible par un escalier monumental, se trouve une salle nommée Agutte qui à partir de 1923 présente les objets du legs Agutte-Sembat, puis un niveau plus haut une autre salle sans fenêtre exactement au-dessus du vestibule et ayant sa même superficie va accueillir à une certaine époque la librairie du musée. À son extrémité, côté rue Hébert, une troisième salle, identique à la salle Agutte, présente les antiquités égyptiennes et porte à partir de 1922 le nom de « salle Saint-Ferriol » en hommage au comte Louis de Saint-Ferriol qui en 1842 avait ramené d'Égypte de nombreux objets et dont le fils avait légué la plus grande partie de cette collection au musée en 1916. Ces dernières salles ont eu plusieurs destinations différentes depuis l'origine. De ce côté du bâtiment, un très discret escalier hélicoïdal dessert toute la hauteur de l'édifice.

### La façade

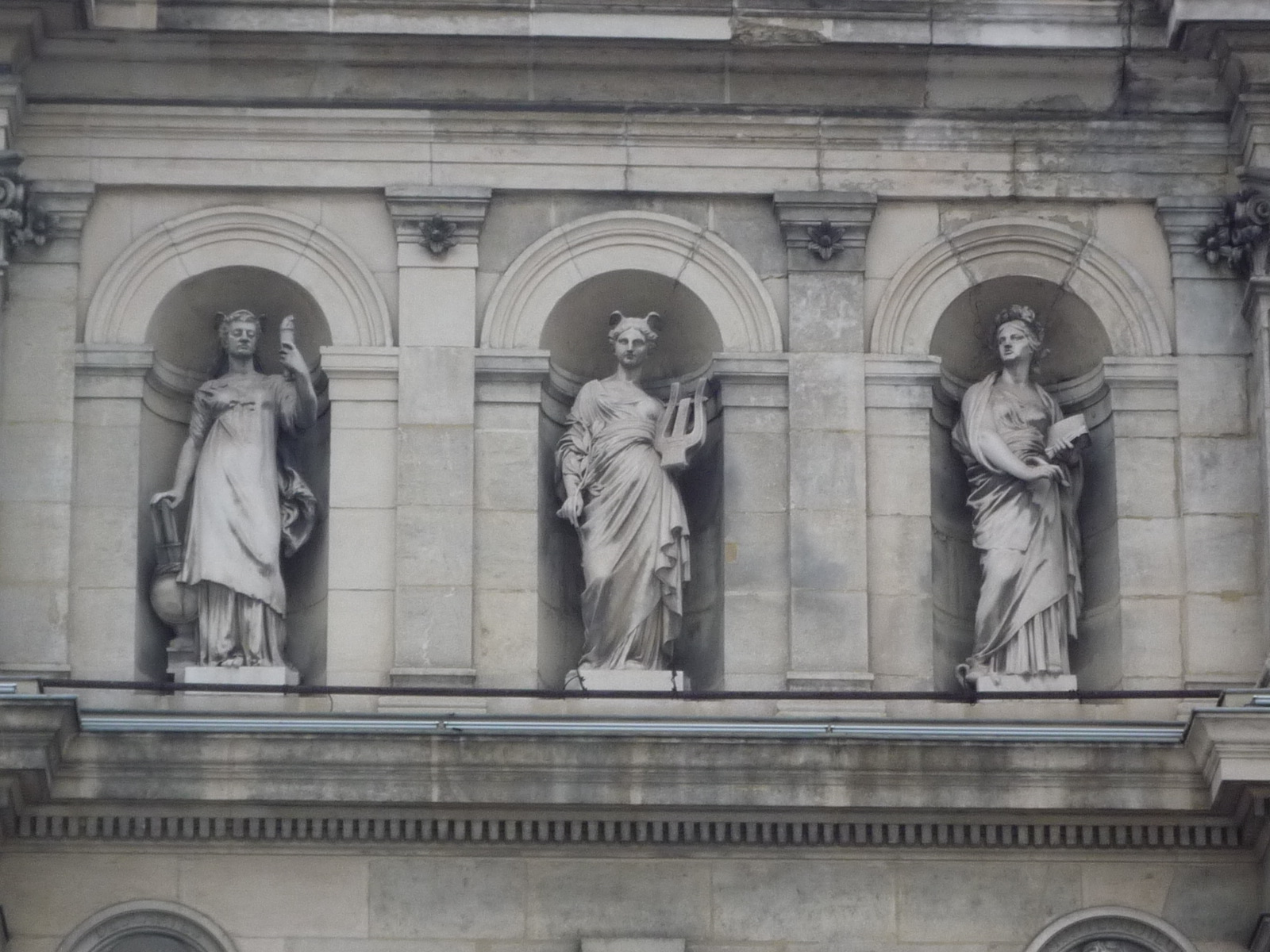
Muses côté droit en façade.

L'ornementation de la façade du monument a été particulièrement bien travaillée, elle est traitée en symétrie et rassemble tous les éléments à usage allégorique. Quatre colonnes  corinthiennes encadrent les trois baies vitrées, le tout entouré de pilastres. La répartition des ouvertures obéit à une logique de composition et de formalisme et non à celle de l'éclairement ou de l'aération. En regardant la façade, collée au fronton, une tête de Minerve. En dessous, à gauche, les sculptures de style Renaissance des trois muses de la peinture (sculptée par Roland Mathieu-Meusnier), de l'architecture (sculptée par Auguste Ottin) et de la sculpture (sculptée par Hélène Bertaux). À droite celles de la poésie (sculptée par Ferdinand Taluet), de la science (sculptée par Louis Auguste Roubaud) et de l'histoire (sculptée par Henri Michel Antoine Chapu). En dessous, six médaillons d'hommes illustres, Jean Goujon, Corneille, Descartes, Pierre Lescot, Lesueur, Montesquieu, encadrés par des allégories. Celles de l'Inspiration et de la Nature côté musée, et celles de l'Étude et de la Méditation côté bibliothèque.
À droite et à gauche de la porte d'entrée deux candélabres s'inspirent de ceux d'époque romaine conservés au musée du Louvre.

## Actuellement

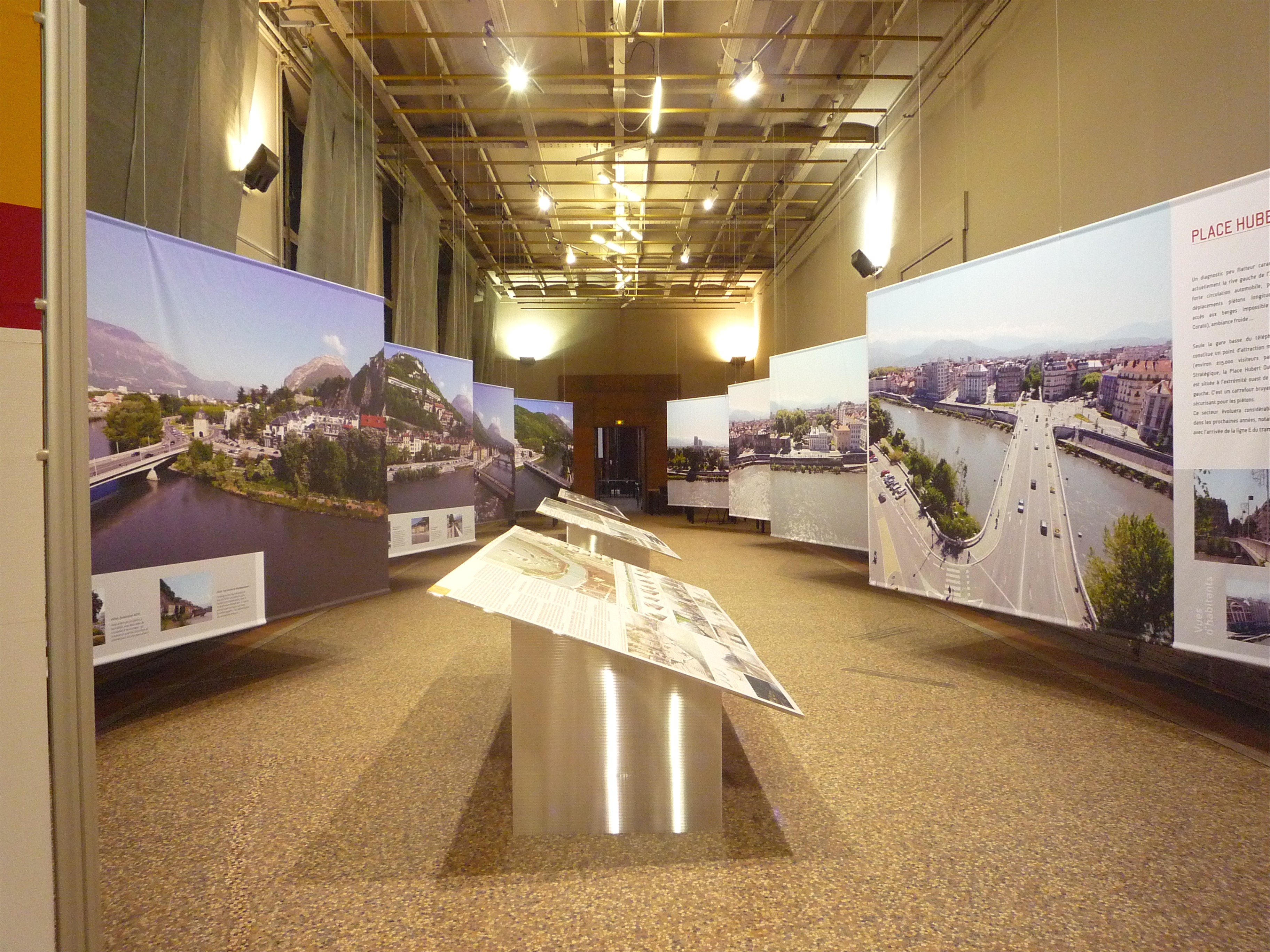
Exposition à la Plateforme.

Le musée-bibliothèque voit dans un premier temps le départ en 1970 de la bibliothèque puis, après 120 ans d'activité de conservation, ferme ses portes le 9 novembre 1992, en déménageant les collections du musée de Grenoble durant l'année 1993. Cette période de transfert donne l'occasion à l'institution d'exposer 175 chefs-œuvres à la Fondation de l'Hermitage à Lausanne, et dans trois villes japonaises Tokyo, Takamatsu et Kanazawa. Par la suite, le bâtiment va accueillir diverses expositions de courte durée. Depuis 2004, une aile est utilisée en permanence par la ville. Quant aux trois anciennes salles d'exposition du musée, elles restent à ce jour sans attribution particulière.
De l'autre côté, l'aile droite du bâtiment (ancienne bibliothèque) est devenue un lieu d'expositions temporaires diverses comme par exemple l'exposition de Noël du centre national d'art contemporain ou le salon du livre de régionalisme alpin dans les salles nommées Dewasne et Matisse accueilli jusqu'en 2014. Par précaution, un filet blanc de protection a été fixé au plafond afin d'éviter toute chute de débris de plâtre du plafond, rendant ainsi moins visibles les prestigieuses peintures murales au-dessus des boiseries.
Le musée-bibliothèque fait l’objet d’une inscription au titre des monuments historiques depuis le 23 juillet 1992.
Des ventes de livres en surplus ou déférencés, issus des différentes bibliothèques de la ville y sont organisées depuis 2016 .
Chaque année le musée offre sa salle principale aux exposants participant au Grenoble Street Art Fest, un festival d'art urbain qui se déroule, depuis l'année 2015, dans les villes de Grenoble et son agglomération. Et chaque automne, depuis sa première édition en 2013, le Mois de la Photo porté par la Maison de l’Image est également présenté dans le musée-bibliothèque.

### La plateforme
Depuis septembre 2004, dans la travée nord de l'aile gauche, dans l'ancienne salle des sculptures, sur une superficie de 480 m2, un espace d'information et d'expositions appelé la Plateforme, présenté come « centre d'information sur les projets urbains », a été organisé et mis en place par la mairie de Grenoble en tant que lieu d'échange sur les thèmes de l'architecture et l'urbanisme, le but étant de créer un lien entre les habitants et les professionnels de l'urbanisme.

## Films
En 2000, une scène du film Les Rivières pourpres a été tournée à l'intérieur de l'ancien musée-bibliothèque, côté bibliothèque, utilisant ainsi les murs remplis de livres en trompe-l'œil.

## Hommages
Louis Sauvageot (1842-1908), chargé par la ville de Rouen de réaliser un musée-bibliothèque, s'est inspiré du musée-bibliothèque de Grenoble
parmi d'autres.
Le musée-bibliothèque de Grenoble figure dans un carnet de timbres postaux consacré à l'histoire de l'art architectural en France.

## Accès
L'édifice est desservi par la ligne A du tramway de Grenoble, par les lignes de bus Proximo 12, 13, 14, 15 et 16, ainsi que par la ligne Transisère 6020 (arrêt Verdun-Préfecture).